# Мехмед Карахюсеинов
Мехмед Хасанов Карахюсеинов (8 октомври 1945 г. – 3 май 1990 г.) е български поет, художник и преводач. Самозапалва се в знак на несъгласие с провеждането на „Възродителния процес“.

## Биография
Мехмед Карахюсеинов е роден на 8 октомври 1945 г. в село Севар, Кубратско. В ученическите му години баща му е назначен на работа в София и семейството се премества в столицата, където Мехмед живее до края на дните си. Завършва столичното Руско училище. Военната си служба отбива в Карлово – като зенитчик в 11-а танкова бригада. Няколко пъти кандидатства в Художествената академия, но не е приет. Записва и следва руска филология във Великотърновския университет.
Мехмед работи като печатар, уредник в списание „Нов живот“, строител, осветител в Киноцентъра „Бояна“. Той търси своето място в живота, без това да повлияе на основните му занимания – любовта към литературата и изобразителното изкуство.
„Възродителният процес“ е преломен момент в живота на Мехмед Карахюсеинов. На 2 февруари 1985 г., в навечерието на собственото му преименуване, Мехмед се запалва, отказвайки да смени името си. Това се случва в двора на малък семеен имот край Княжево. Извършва го тихо, без героични пози. Мехмед получава над 50% изгаряния, но оцелява. Случаен таксиметров шофьор откарва обгорелия и търкалящ се в снега човек в Пирогов. Докато Мехмед е в кома, името му е променено на Методи Асенов Караханов. За да не се разчуе за трагичния му протест, Държавна сигурност охранява болничната му стая и не допуска дори и близките му до него. Лекарите спасяват живота му, но пораженията от изгарянията са изключително тежки и той живее само още пет години, напълно обезобразен. Мехмед Карахюсеинов умира на 3 май 1990 г. Така и не успява да доживее мига, в който отново да върне името си.

## Творчество
След двете самиздатски стихосбирки („Стърнище“, 1989 и „Слухар“, 1990) издателство „Стигмати“ издава през 1999 г. стихосбирката му „Не по ноти“ – с предговор от Константин Павлов, който пише: „В това време на фалшиви герои и показни жестове, той ни доказва, че човешкото достойнство е по-велико от пресметливата смелост… Скъпи Мехмед, твоите кръстници сега правят опит да заличат следите – прекръщават самите себе си. Това не е утешение, не е възмездие. Аз знам, че ти няма да злорадстваш, няма да се усмихнеш дори – разплатата на поета е по-висша. Сбогом. И здравей...“  На 3 март 2015 г. роднини на поета и общественици учредяват фондация „Мехмед Карахюсеинов-Мето“.
| „ | „Добрите хора си отиват незабележимо, без шествия помпозни, без пищни некролози... Добрите си отиват незабележимо – тихичко, за да не ни тревожат, но дълго след смъртта им съвестта ни гложди.“ | “ |